# Andrzej Biś
Andrzej Wojciech Biś – polski matematyk, doktor habilitowany nauk matematycznych, profesor Uniwersytetu Łódzkiego, specjalista od geometrii różniczkowej, układów dynamicznych oraz teorii foliacji.

## Kariera naukowa
W 1985 roku został zatrudniony na Uniwersytecie Łódzkim, gdzie w 1986 roku uzyskał tytuł magistra matematyki. W 1995 roku na Wydziale Matematyki, Fizyki i Chemii tej samej uczelni uzyskał stopień doktora nauk matematycznych w zakresie matematyki na podstawie rozprawy pt. Końce i kierunki grupy przekształceń, entropia, której promotorem był prof. Paweł Walczak. W 2011 roku Wydział Matematyki i Informatyki tejże uczelni nadal mu stopień doktora habilitowanego nauk matematycznych w dyscyplinie matematyki na podstawie pracy pt. Dynamika przestrzeni sfoliowanych w kowymiarze większym niż jeden. W latach 2012–2018 pracował również na Akademii Mazowieckiej w Płocku.